# Молитерно
Молитерно (итал. Moliterno) је насеље у Италији у округу Потенца, региону Базиликата.
Према процени из 2011. у насељу је живело 3412 становника. Насеље се налази на надморској висини од 880 м.

## Становништво
Према резултатима пописа становништва 2011. у општини је живело 4.182 становника.
| 1951. | 1961. | 1971. | 1981. | 1991. | 2001. | 2011. |
| ----- | ----- | ----- | ----- | ----- | ----- | ----- |
| 5.817 | 5.369 | 4.864 | 4.891 | 5.033 | 4.592 | 4.182 |